# Германский шахматный союз
Германский шахматный союз, нем. Deutsche Schachbund (DSB) — старейшее национальное шахматное объединение, основанное в Лейпциге 18 июля 1877 года на базе Западногерманского (основан в 1861 году), Северогерманского (основан в 1868 году), Среднегерманского (основан в 1871 году) и Южногерманского (основан в 1874 году) региональных шахматных союзов и в период до Первой мировой войны занимавшее ведущее положение в мире. Это положение Германскому шахматному союзу обеспечили регулярно проводившиеся международные конгрессы, в программу которых входили турниры мастеров, «главный» турнир (иногда группы «А» и «Б») и несколько побочных турниров. Победителям «главных» турниров присваивалось звание мастера.
Заслугой Германского шахматного союза была также выработка общепринятых правил игры и система разбивки шахматистов на категории.
После первой мировой войны конгрессы Германского шахматного союза утратили своё международное значение. В 1933 году Германский шахматный союз уступил место нацистскому «Шахматному союзу Великой Германии», прекратившему своё существование вместе с окончанием Второй мировой войны. После войны в 1950 году Германский шахматный союз был восстановлен в ФРГ. В 1958 году была создана шахматная федерация ГДР (DSV). После объединения Германии первый конгресс Германского шахматного союза состоялся в 1990 году в Лейпциге.

## Руководители германских шахматных организаций
| Год                             | Президент                 |
| Германский шахматный союз       | Германский шахматный союз |
| ------------------------------- | ------------------------- |
| 1877—1894                       | Цванциг, Герман           |
| 1894—1899                       | Ланге, Макс               |
| 1899—1902                       | Тримборн, Корнелиус       |
| 1902—1920                       | Гебхард, Рудольф          |
| 1920—1933                       | Робинов, Вальтер          |
| Шахматный союз Великой Германии |                           |
| 1933—1938                       | Цандер, Отто              |
| 1938—1945                       | Мораллер, Франц           |
| Германский шахматный союз       |                           |
| 1950—1951                       | Чайя, Рихард              |
| 1951—1968                       | Дене, Эмиль               |
| 1969—1975                       | Шнайдер, Людвиг           |
| 1975—1983                       | Кинцель, Альфред          |
| 1983—1989                       | Хольфельд, Хайнц          |
| 1989—2001                       | Дитт, Эгон                |
| 2001—2007                       | Шля, Альфред              |
| 2007—2011                       | фон Вайцзеккер, Роберт    |
| 2011—2017                       | Бастиан, Герберт          |
| С 2017                          | Краузе, Ульрих            |
| Шахматная федерация ГДР         |                           |
| До 1953                         | Бендер, Пауль             |
| 1953—1954                       | Клаус, Георг              |
| 1954—1956                       | Павлитта, Адольф          |
| 1956—1958                       | Зальцль, Фридрих          |
| 1958                            | Отто, Арно                |
| 1958—1964                       | Бехер, Арно               |
| 1964—1978                       | Хайнце, Армин             |
| 1978—1990                       | Бартель, Вернер           |
| 1990                            | Шмидт, Михаэль            |

## Конгрессы Германского шахматного союза
Проводились в различных городах Германии с 1879 года считались наиболее престижными международными соревнованиями в Европе в конце XIX — в начале XX веках.
С 1920 года (20-й конгресс) конгрессы утратили свой международный характер, в них участвовали преимущественно немецкие шахматисты. Некоторым исключением был 24-й конгресс (Бреслау, 1925) — участвовали Е. Д. Боголюбов (он тогда имел советское гражданство), А. И. Нимцович (Дания), А. К. Рубинштейн (Польша), Р. Рети (Чехословакия), Э. Грюнфельд и А. Беккер (оба — Австрия), таким образом 6 участников из 12 представляли не Германию.
| №  | Год  | Город              | Победитель                                                              | +                                                                       | −                                                                       | =                                                                       | Очки                                                                    |
| -- | ---- | ------------------ | ----------------------------------------------------------------------- | ----------------------------------------------------------------------- | ----------------------------------------------------------------------- | ----------------------------------------------------------------------- | ----------------------------------------------------------------------- |
| 1  | 1879 | Лейпциг            | Бертольд Энглиш                                                         | 9                                                                       | 1                                                                       | 1                                                                       | 9½ из 11                                                                |
| 2  | 1881 | Берлин             | Джозеф Блэкберн                                                         | 13                                                                      | 1                                                                       | 2                                                                       | 14 из 16                                                                |
| 3  | 1883 | Нюрнберг           | Шимон Винавер                                                           | 13                                                                      | 3                                                                       | 2                                                                       | 14 из 18                                                                |
| 4  | 1885 | Гамбург            | Исидор Гунсберг                                                         | 11                                                                      | 4                                                                       | 2                                                                       | 12 из 17                                                                |
| 5  | 1887 | Франкфурт-на-Майне | Джордж Макензи                                                          | 13                                                                      | 3                                                                       | 4                                                                       | 15 из 20                                                                |
| 6  | 1889 | Бреслау            | Зигберт Тарраш                                                          | 9                                                                       | 0                                                                       | 8                                                                       | 13 из 17                                                                |
| 7  | 1892 | Дрезден            | Зигберт Тарраш                                                          | 9                                                                       | 1                                                                       | 6                                                                       | 12 из 16                                                                |
| 8  | 1893 | Киль               | Курт фон Барделебен Карл Вальбродт                                      | 5 6                                                                     | 1 2                                                                     | 2 0                                                                     | 6 из 8 6 из 8                                                           |
| 9  | 1894 | Лейпциг            | Зигберт Тарраш                                                          | 13                                                                      | 3                                                                       | 1                                                                       | 13½ из 17                                                               |
| 10 | 1896 | Эйзенах            | Турнир мастеров не проводился. В побочном турнире победил Роберт Барнс. | Турнир мастеров не проводился. В побочном турнире победил Роберт Барнс. | Турнир мастеров не проводился. В побочном турнире победил Роберт Барнс. | Турнир мастеров не проводился. В побочном турнире победил Роберт Барнс. | Турнир мастеров не проводился. В побочном турнире победил Роберт Барнс. |
| 11 | 1898 | Кёльн              | Амос Берн                                                               | 9                                                                       | 1                                                                       | 5                                                                       | 11½ из 15                                                               |
| 12 | 1900 | Мюнхен             | Гарри Пильсбери Карл Шлехтер Геза Мароци                                | 9 10                                                                    | 0 0 1                                                                   | 6 4                                                                     | 12 из 15 12 из 15 12 из 15                                              |
| 13 | 1902 | Ганновер           | Давид Яновский                                                          | 11                                                                      | 1                                                                       | 5                                                                       | 13½ из 17                                                               |
| 14 | 1904 | Кобург             | Курт фон Барделебен Карл Шлехтер Рудольф Свидерский                     | 5 4 6                                                                   | 2 1 3                                                                   | 5 6 3                                                                   | 7½ из 12 7½ из 12 7½ из 12                                              |
| 15 | 1906 | Нюрнберг           | Фрэнк Маршалл                                                           | 9                                                                       | 0                                                                       | 7                                                                       | 12½ из 16                                                               |
| 16 | 1908 | Дюссельдорф        | Фрэнк Маршалл                                                           | 8                                                                       | 0                                                                       | 7                                                                       | 11½ из 15                                                               |
| 17 | 1910 | Гамбург            | Карл Шлехтер                                                            | 8                                                                       | 1                                                                       | 7                                                                       | 11½ из 16                                                               |
| 18 | 1912 | Бреслау            | Олдржих Дурас Акиба Рубинштейн                                          | 10 9                                                                    | 3 2                                                                     | 4 6                                                                     | 12 из 17 12 из 17                                                       |
| 19 | 1914 | Мангейм            | Александр Алехин                                                        | 9                                                                       | 1                                                                       | 1                                                                       | 9½ из 11                                                                |
| 20 | 1920 | Берлин             | Турнир мастеров не проводился. В побочном турнире победил Фридрих Земиш | Турнир мастеров не проводился. В побочном турнире победил Фридрих Земиш | Турнир мастеров не проводился. В побочном турнире победил Фридрих Земиш | Турнир мастеров не проводился. В побочном турнире победил Фридрих Земиш | Турнир мастеров не проводился. В побочном турнире победил Фридрих Земиш |
| 21 | 1921 | Гамбург            | Эрхардт Пост                                                            | 7                                                                       | 1                                                                       | 3                                                                       | 8½ из 11                                                                |
| 22 | 1922 | Бад-Эйнхаузен      | Эрхардт Пост                                                            | 6                                                                       | 2                                                                       | 3                                                                       | 7½ из 11                                                                |
| 23 | 1923 | Франкфурт-на-Майне | Эрнст Грюнфельд                                                         | 6                                                                       | 0                                                                       | 5                                                                       | 7½ из 11                                                                |
| 24 | 1925 | Бреслау            | Ефим Боголюбов                                                          | 9                                                                       | 1                                                                       | 1                                                                       | 9½ из 11                                                                |
| 25 | 1927 | Магдебург          | Рудольф Шпильман                                                        | 10                                                                      | 1                                                                       | 1                                                                       | 11 из 13                                                                |
| 26 | 1929 | Дуйсбург           | Карл Ауэс                                                               | 6                                                                       | 1                                                                       | 6                                                                       | 9 из 13                                                                 |
| 27 | 1931 | Свинемюнде         | Ефим Боголюбов Людвиг Рёдль                                             | 6 6                                                                     | 2 2                                                                     | 4 4                                                                     | 8 из 12                                                                 |
| 28 | 1932 | Бад-Эмс            | Георг Кинингер                                                          | 4                                                                       | 1                                                                       | 2                                                                       | 5 из 7                                                                  |

## Конгрессы региональных шахматных союзов

### Западногерманский шахматный союз
Этот союз существовал дольше остальных, поэтому под его эгидой было организовано наибольшее число конгрессов. Последний из них состоялся даже после создания Германского шахматного союза.
| №  | Год  | Город              | Победитель                    | Примечание                                |
| -- | ---- | ------------------ | ----------------------------- | ----------------------------------------- |
| 1  | 1861 | Дюссельдорф        | Турнир мастеров не проводился |                                           |
| 2  | 1862 | Дюссельдорф        | Макс Ланге                    |                                           |
| 3  | 1863 | Дюссельдорф        | Макс Ланге                    | Основная статья — Дюссельдорф 1863        |
| 4  | 1864 | Дюссельдорф        | Макс Ланге                    | Основная статья — Дюссельдорф 1864        |
| 5  | 1865 | Эльберфельд        | Густав Нейман                 |                                           |
| 6  | 1867 | Кёльн              | Вильфрид Паульсен             | Основная статья — Кёльн 1867              |
| 7  | 1868 | Аахен              | Макс Ланге                    | Основная статья — Аахен 1868              |
| 8  | 1869 | Бармен             | Адольф Андерсен               | Основная статья — Бармен 1869             |
| 9  | 1871 | Крефельд           | Людвиг Паульсен               | Основная статья — Крефельд 1871           |
| 10 | 1876 | Дюссельдорф        | Вильфрид Паульсен             |                                           |
| 11 | 1877 | Кёльн              | Иоганн Цукерторт              |                                           |
| 12 | 1878 | Франкфурт-на-Майне | Людвиг Паульсен               | Основная статья — Франкфурт-на-Майне 1878 |
| 13 | 1880 | Брауншвейг         | Людвиг Паульсен               |                                           |

### Центральногерманский шахматный союз
| № | Год  | Город   | Победитель      | Примечание                     |
| - | ---- | ------- | --------------- | ------------------------------ |
| 1 | 1871 | Лейпциг | Адольф Андерсен |                                |
| 2 | 1876 | Лейпциг | Адольф Андерсен | Основная статья — Лейпциг 1876 |
| 3 | 1877 | Лейпциг | Людвиг Паульсен | Основная статья — Лейпциг 1877 |

### Северогерманский шахматный союз
| № | Год  | Город   | Победитель      | Примечание                     |
| - | ---- | ------- | --------------- | ------------------------------ |
| 1 | 1868 | Гамбург | Макс Ланге      |                                |
| 2 | 1869 | Гамбург | Адольф Андерсен |                                |
| 3 | 1872 | Альтона | Адольф Андерсен | Основная статья — Альтона 1872 |